# マッキ M.C.72
マッキ M.C.72
- 用途：レーサー（記録試験用）
- 分類：レシプロ水上機
- 設計者：マリオ・カストルディ
- 製造者：アエロナウティカ・マッキ
- 初飛行：1931年7月
- 生産数：5機

マッキ M.C.72 (Macchi M.C.72) はイタリアの航空機メーカーアエロナウティカ・マッキ（以下マッキと略す）が設計・製作した水上機。当初から速度記録へ挑戦するレース専用機として設計され、1933年および1934年に世界最高速度記録を打ち立てた。

## 設計・開発
マッキはM.24（機関銃で武装し雷撃も可能な双発飛行艇）などの水上機を製造してきた実績があったが、M.C.72もその系譜に連なる機体である。1920年代、マッキは速度性能に重点を絞り、シュナイダー・トロフィー・レースでの勝利を目標に据えた。1922年には高速機開発のために設計技師マリオ・カストルディを雇い入れた。
1926年のシュナイダー・トロフィー・レースでは同社のM.39が395.8km/h(246mph)を記録し、イタリアが次回大会までのトロフィー所有権を獲得した。しかし、後継機としてM.52、M.52R、M.67が開発されたものの、M.39以降イタリアは優勝を逃してしまう。そこでカストルディは究極のレーサーとしてM.C.72の設計を行うことにした。
M.C.72は双フロートを備えた特徴的な単座機に仕上がった。おおよそコックピット（主翼桁）までの胴体は金属製、それより後部は木製のモノコックであり、両者は4つの管状接続部でボルト締結された。オイルタンクは流線型の機首の一部として外部に露出しており、飛行中は空気流に晒されて表面冷却のオイルクーラーとしても働く。主翼は全金属製であったが、表面にはエンジン冷却水用の管状ラジエーターが滑らかに一体化されていた。2基のフロートそれぞれの外面3箇所にもラジエーターが組み込まれ、最前部のものは冷却水用、中央部と後部のものはオイルクーラーとして機能した。さらにフロートのストラット（支柱）にも冷却水用ラジエーターが存在し、高温条件下ではコックピットから尾部にかけての胴体下部にラジエーターを追加することも可能であった。こうして全ての熱交換器を表面冷却式としたことで前面投影面積を減らし、空気抵抗を抑えていた。なお、フロートやラジエーター以外の大部分はイタリアのナショナルカラーである赤い鮮やかなカラーリングを施されていた。
1931年、その年の大会に向けて機体は組み立てられたが、エンジンに複数の問題を抱え、出場することは叶わなかった。折しも同年にイギリスが3回連続優勝を果たし、最後の大会となってしまった。
しかし、マッキは記録達成のためM.C.72の開発を継続した。なお、ベニート・ムッソリーニがこれに個人的な興味を持ち、M.C.72の開発続行のため国家資産からマッキへの投資を行っている。

## 実績

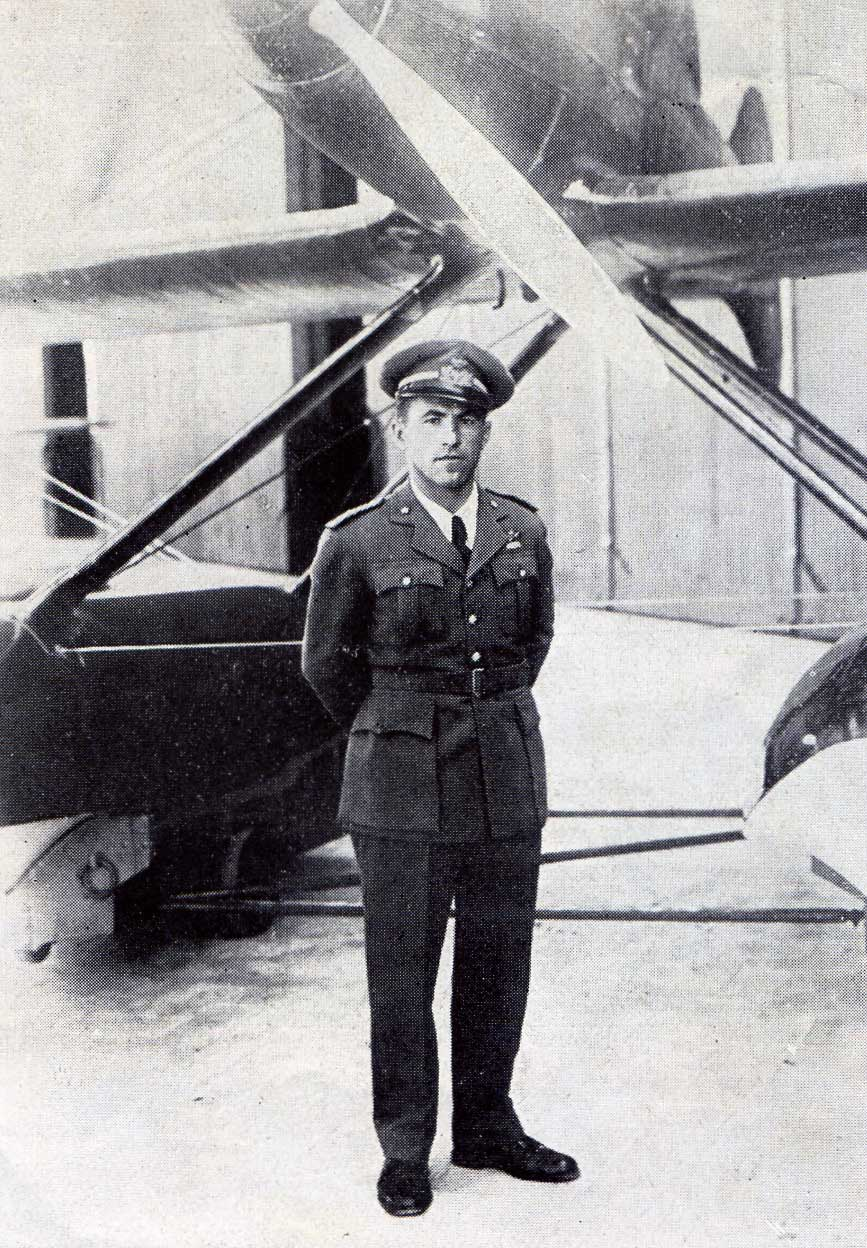
M.C.72のテストパイロット、フランシスコ・アジェッロ大尉

試験開始から2年間は幾多の機械的故障に悩まされ、世界記録に挑戦した2人のテストパイロットの命が失われていた（1人目はMonti、2人目はBellini）。M.C.72の最終型は二重反転プロペラを装備し、V型24気筒『FIAT AS-6』エンジンによって駆動された。このAS-6は2基のV型12気筒エンジンをタンデム結合した改造エンジンで、過給機を使用すれば2,500hpから3,100hpという当時としては前代未聞の大出力を叩き出すことができた。
35回の飛行の後、記録達成すべき飛行試験に向けてエンジンはオーバーホールされた。1933年4月10日、記録試験はイタリア北部のガルーダ湖で行われた。この際、682km/h(424mph)の世界速度記録を樹立し、遂に所期の目標達成に至る。テストパイロットを勤めたのはフランチェスコ・アジェッロ大尉であった（彼は最後の正式なテストパイロットであった）。設計陣はM.C.72ならば700km/hの壁を破ることが可能だと考え、この記録に満足せずにさらなる開発を進めた。こうして1934年10月23日にはアジェッロの操縦で（3回の飛行の）平均速度709km/h(440mph)という偉業を成し遂げた。これはレシプロ水上機の速度記録としては2019年現在も破られていない。なお、この記録試験がM.C.72の最後の飛行となる。

### 速度記録について
M.C.72の達成した速度記録は5年間破られることがなかった。一方、ほぼ同時期の陸上機による最高速度記録は H-1 が1935年に出した566km/h (352mph) であった。陸上機には滑走距離の制約があるが、水上機は水面を滑走路として利用する以上、無限に近い滑走距離が許された。そのため水上機は主翼面積・幅を最低限に抑える事ができ、空気抵抗低減で速度性能上の利点があったためである。
しかしながら、より距離の長い滑走路を持つ飛行場の建設や、高揚力装置の採用により、陸上機でも従来よりも主翼面積・幅を抑える事ができるようになった。逆に水上機のフロート（あるいは飛行艇として設計する際の、機体の艇体構造）が、陸上機に対するハンディとなった。1939年に初めて2機のドイツ機がM.C.72の記録を抜いている。まず同年3月にHe 100が746km/h(464mph)を記録し、次いで8月（第二次世界大戦が始まる数日前）にMe 209が756km/h (470mph) を記録した。2019年現在、レシプロ機での最高速度記録はF8Fからレーサーに改造された『Rare Bear』が1989年に樹立した850km/h (528mph) である。
しかし、マッキM.C.72の速度記録は陸上機には更新されたものの、レシプロ水上機の速度記録としては2017年現在も破られていない。上記の水上機の速度性能上の不利の問題に加え、現代では最高速度を競うエアレースが行われず、レシプロ水上機は速度を重視しない遊覧機が主流で、挑戦自体が行われない状態であり記録更新は今後も無いという意見もある。

## 展示

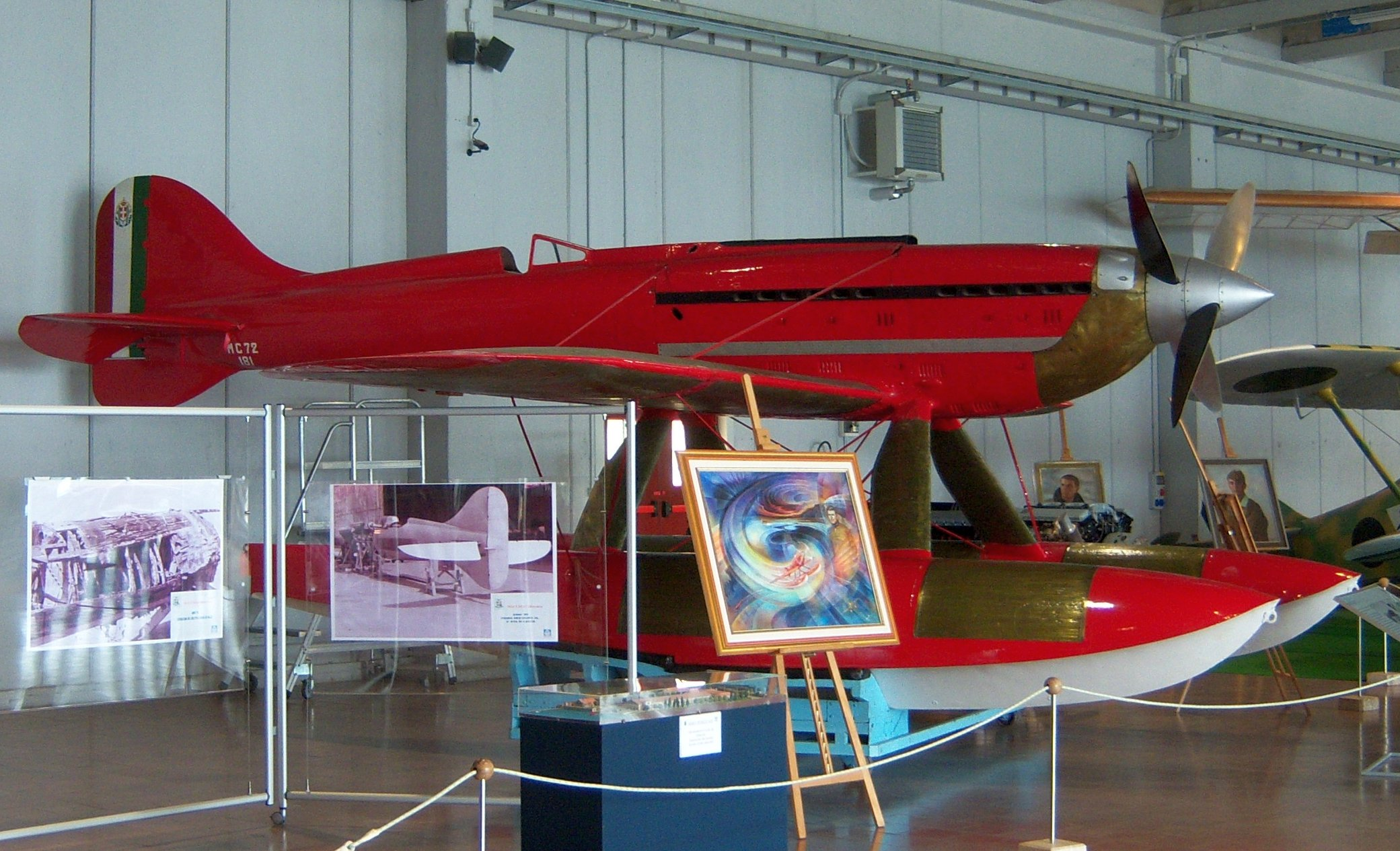
ヴィーニャ・ディ・ヴァッレ空軍歴史博物館に展示されているマッキ M.C.72

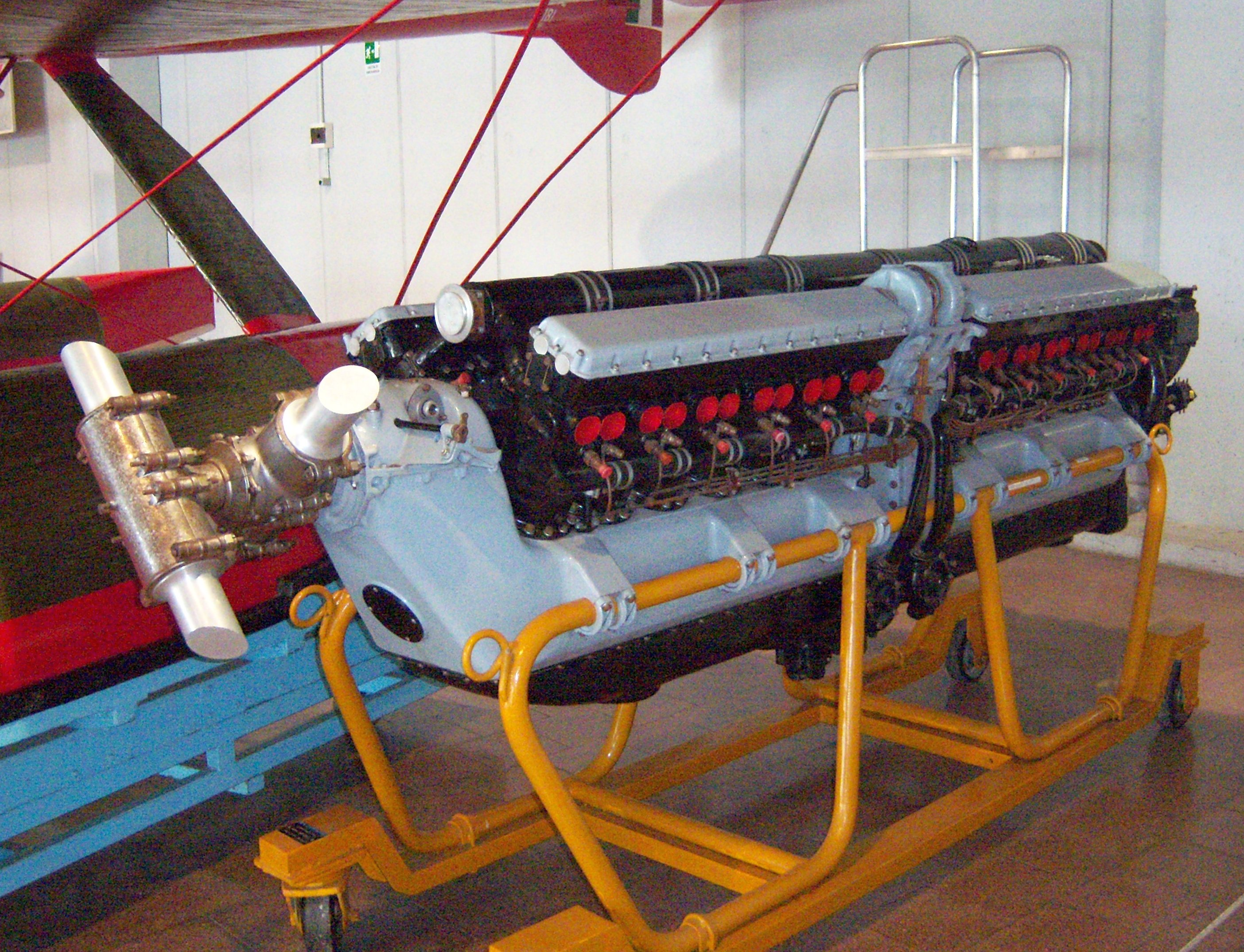
FIAT AS-6 エンジン

1機のM.C.72が残存し、ローマにほど近いヴィーニャ・ディ・ヴァッレ空軍歴史博物館にて展示されている。博物館には別途エンジンも展示されている。

## スペック (M.C.72)
出典: Flying-boats and Seaplanes since 1910 
諸元
- 乗員: 1
- 全長: 8.23 m （27 ft 3.5 in）
- 全高:
- 翼幅: 9.48 m（31 ft 1.25 in）
- 翼面積: 15 m2 （151.46 ft2）
- 空虚重量: 2,505 kg （5,512 lb）
- 運用時重量: 2,907 kg （6,409 lb）
- 最大離陸重量: 3,031 kg （6,669 lb）
- 動力: 『Fiat AS-6』 液冷V24気筒レシプロエンジン 、2,126 kW （2,850 hp）   × 1

性能
- 最大速度: 709.209 km/h （382.9 kt） 440.681 mph